# Udara masinissa
Udara masinissa is een vlinder uit de familie van de Lycaenidae. De wetenschappelijke naam van de soort is voor het eerst gepubliceerd in 1910 door Hans Fruhstorfer.
De soort komt voor in Indonesië (Flores).